# RoboCop 2001
RoboCop 2001 ou Robocop : Directives Prioritaires (RoboCop: Prime Directives) est une mini-série de science-fiction canadienne en 4 épisodes de 94 minutes, créée par Julian Grant d'après les personnages de la série de films RoboCop créés par Edward Neumeier et Michael Miner, et diffusée entre le 4 janvier 2001 et le 25 janvier 2001 sur Space.
En France, la série a été diffusée en 2004 sur Série Club.

## Synopsis
13 ans après avoir été tué puis transformé en machine, Alex Murphy / RoboCop est fatigué et dépassé.
John T. Cable, son ancien coéquipier, a été tué puis lui aussi réparé en cyborg, surnommé RoboCable, et assez similaire à RoboCop. Après qu'on lui ait porté un coup à l'arrière du crâne, RoboCop découvre que son cerveau est redevenu celui d'Alex Murphy. Pourtant il annonce à son fils, James Murphy (devenu un dirigeant de l'OCP et qui a démissionné) qu'il continuera d'appliquer les directives prioritaires mais que désormais il le ferait par choix.
Dans le journal télévisé qui clôture le dernier épisode, on apprend qu'Alex Murphy (anciennement RoboCop) est devenu le chef de la police, pour la plus grande joie des citoyens.

## Fiche technique
- Titre original : RoboCop: Prime Directives
- Titre français : RoboCop 2001 ou Robocop : Directives Prioritaires
- Réalisation : Julian Grant
- Scénario : Brad Abraham, Michael Miner, Edward Neumeier et Joseph O'Brien
- Musique : Norman Orenstein
- Photographie : Russ Goozee
- Casting : Jon Comerford et Brian Levy
- Montage : Chuck Kahn et Marlon Moskal
- Décors : Bruce Lyne
- Costumes : Judith England
- Direction artistique : Andrew Hull
- Production : Julian Grant, Jay Firestone et Adam Haight
- Société de production : Robocop Productions Ltd.
- Genre : science-fiction, policier
- Langue originale : anglais
- Pays : Canada
- Durée : 375 minutes
- Dates de premières diffusions : 
  -  Canada : 4 janvier 2001, 11 janvier 2001, 18 janvier 2001 et 25 janvier 2001 sur Space
  -  France : 31 août 2004 (parties 1 et 2) et 7 septembre 2004 (parties 3 et 4) sur Série Club

## Distribution
- Page Fletcher (VF : Joël Martineau) : Alex J. Murphy / RoboCop
- Maurice Dean Wint (VF : Michel Le Royer) : John Terrence Cable / RoboCable
- Maria del Mar (VF : Dominique Dumont) : Sara Cable
- Geraint Wyn Davies (en) (VF : Thierry Mercier) : David Kaydick
- Leslie Hope (VF : Marine Jolivet) : Ann R. Key
- Anthony Lemke (VF : Éric Aubrahn) : James Murphy
- Rebeka Coles-Budrys (VF : Fily Keita) : Jordan
- Kevin Jubinville (VF : Stéphane Ronchewski) : Damian Lowe
- David Fraser (VF : Guillaume Orsat) : Ed Hobley
- Meg Hogarth : Dr. Colleen Frost
- Eugene Clark : Carver RH
- Marni Thompson : Abby Normal
- Françoise Yip : Lexx Icon
- Richard Fitzpatrick (VF : Michel Prud'homme) : Albert Bixler / Robosquelette
- Tedde Moore : la vieille femme
- Sean Armstrong (VF : Olivier Destrez) : Vaughn Krass

## Épisodes
1. Directives Prioritaires ou La justice de l'ombre (Dark Justice)
2. Confrontation (Meltdown)
3. Résurrection (Resurrection)
4. Ultime Combat (Crash and Burn)

## Commentaires
Suite directe de la trilogie cinématographique débutée avec RoboCop de Paul Verhoeven, cette mini-série se passe une dizaine d'années après les premiers évènements. Les 4 épisodes nous montrent un RoboCop vieillissant, qui, malgré son corps robotique, ressent les effets du temps. Cette mini-série a été réalisée avec des moyens de téléfilm et ne fait donc pas vraiment d'ombre à la trilogie cinématographique. Mais forte d'un scénario fouillé et de scènes d'actions correctes, la saga s'offre même le luxe de se terminer par la libération du héros de son programme des directives prioritaires.
Afin de coller à la continuité des 3 films, la série emprunte même certaines images du film de Paul Verhoeven : la scène d'assassinat d'Alex Murphy par Clarence Boddicker (épisode 3), Quelques réminiscences du moment de l'opération de Murphy (épisode 3), allusion à Bob Morton (épisode 2), etc. Quant au scénario, il nous éclaire quelque peu sur le genre de policier qu'a pu être Alex Murphy (très droit et soucieux d'agir dans les règles) et de ses rapports conflictuels avec son mentor et ami, John Cable (qui croyait en une justice plus sévère). On découvre d'ailleurs que c'est John Cable qui a inventé la célèbre réplique : « Vous allez venir avec moi mort ou vif ! ». Celle-ci sera reprise par Alex Murphy, qui en fera sa phrase fétiche. Il s'en souviendra même après son opération et se fera ainsi reconnaître par un des sbires de Clarence Boddicker en la lui disant en tant que RoboCop.
C'est après avoir vu Cable abattre un criminel de sang froid que Murphy décide d'être transféré à Metro-Ouest (un des quartiers chaud de Detroit dans le premier film), où il sera tué par Clarence Boddicker. Ironie du sort, avant de partir, Cable dit à Murphy d'être prudent car là où il va, c'est un quartier dangereux (incohérence avec le premier film, où il est dit que c'est l'OCP qui transfère les meilleurs candidats choisis par Morton dans les zones à haut risque. Dans le 1er film, lorsqu'un policier demande à Murphy pourquoi il est venu à Metro-Ouest, il répond qu'il n'en a pas la moindre idée et que c'est l'OCP qui a décidé du transfert ; on peut supposer que Murphy a accepté cette mutation sans en connaitre les détails car elle tombait justement au moment où il voulait quitter Cable).

## Produits dérivés

### DVD
- Robocop 2001 : l'intégrale (6 novembre 2002) (ASIN B00006EHPV)